# Sagidi
La dinastia dei Sagidi (in persiano ساجیان‎, Sājiyān) è stata una dinastia islamica che ha governato l'attuale Azerbaigian iraniano dall'889-890 fino al 929. I Sagidi hanno retto l'Azerbaigian e l'Armenia dapprima da Maragha e da Bərdə e poi da Ardabil. I Sagidi erano originari della provincia centro-asiatica dell'Ushrusana ed erano Persiani di origine sogdiana  
Muḥammad ibn Abī l-Sāj Dēvdād, il primo governante sagide d'Azerbaigian, fu nominato per la sua carica nell'889 o nell'890. Il padre di Muḥammad, Abū l-Sāj Dēvdād aveva combattuto sotto il principe dell'Ushrusana Afshin Khaydar durante l'ultima campagna militare intrapresa da questi contro il ribelle Babak Khorramdin in Azerbaigian, e più tardi aveva servito sotto i Califfi abbasidi. Verso la fine del IX secolo, quando l'autorità centrale del califfato era nuovamente tornata a indebolirsi, Muḥammad fu in grado di creare uno Stato virtualmente indipendente. Molte delle energie dei Sajidi furono dissipate nel tentativo di prendere il controllo de confinante Regno d'Armenia. La dinastia ebbe termine con la morte di Abu l-Musāfir al-Fatḥ nel 929.

## Cronologia
- Abū ʿUbayd Allāh Muḥammad ibn Abī l-Sāj (899-901)
- Abū l-Musāfir al-Fatḥ Dēvdād b. Muḥammad (901)
- Yūsuf b. Abī l-Sāj (901-919)
  - Subuk (919-922) (schiavo dei Sagidi e sovrano ad interim)
- Yusuf (secondo Emirato) (922-928)
- Abū l-Musāfir al-Fatḥ b. Muḥammad ibn Abī l-Sāj (928-929)